# 744年
| 千纪： | 1千纪                                                                                           |
| 世纪： | 7世纪 \| 8世纪 \| 9世纪                                                                         |
| 年代： | 710年代 \| 720年代 \| 730年代 \| 740年代 \| 750年代 \| 760年代 \| 770年代                       |
| 年份： | 739年 \| 740年 \| 741年 \| 742年 \| 743年 \| 744年 \| 745年 \| 746年 \| 747年 \| 748年 \| 749年 |
| 纪年： | 甲申年（猴年）；唐（新罗）天寶三載；日本天平十六年；渤海国大興七年                              |

## 大事记
- 骨力裴罗凭借武力兼并诸部，与拔悉密、葛逻禄共破后突厥，殺拔悉蜜頡跌伊施可汗，于今鄂尔浑河流域建立回鶻汗國，是為第一代可汗懷仁可汗。
- 烏蘇米施可汗被拔悉蜜部所殺，其弟白眉可汗即位。

## 逝世
- 頡跌伊施可汗，後突厥汗國可汗，原為拔悉密酋長，被回紇、葛邏祿所殺。
- 烏蘇米施可汗，後突厥汗國可汗，由突厥餘眾共立，被拔悉密部所殺。